# Randal MacDonnell (1er marquis d'Antrim)
Pour les articles homonymes, voir Randal MacDonnell et MacDonnell.
Randal MacDonnell, 2e comte puis 1er marquis d'Antrim, (9 juin 1609 – 3 février 1683), est un grand propriétaire foncier d'Écosse et d'Irlande, chef du clan MacDonnell d'Antrim, affilié au clan MacDonald. Il est plus connu pour sa participation aux Guerres des Trois Royaumes, la plupart du temps dans le camp royaliste.

## Biographie
Il était le fils aîné de Randal MacDonnell (1er comte d'Antrim) (Randal "Arranach" MacDonnell) et d'Alice O'Neill, fille d'Hugh O'Neill, 2e comte de Tyrone. Il reçut une éducation catholique, puis voyagea à l'étranger. À son retour en 1634, il se rendit à la cour. L'année suivante, il se maria avec Katherine Manners, veuve du duc de Buckingham, assassiné 7 ans plus tôt, et il vécut quelques années sur un grand pied grâce à la fortune de sa femme. En 1639, au moment du déclenchement des Guerres des évêques, il initia un projet de levée de troupes en Irlande pour aller attaquer Argyll en Écosse, et récupérer Kintyre, un district appartenant jadis à sa famille. Mais, ridiculisé et découragé par le comte de Strafford, il abandonna son plan.
Peu après il regagna l'Irlande, et, en 1641, il chercha à créer avec le duc d'Ormonde une diversion en faveur de Charles Ier contre le Parlement. Il associa à ses plans Lord Slane et Felim O'Neill, futurs chefs de la Rébellion irlandaise, mais au déclenchement de celle-ci à l'automne 1641, il se dissocia de ses alliés et il se retira dans son château de Dunluce.
À cause de sa conduite suspecte et de son catholicisme, il fut considéré comme un ennemi par le parti anglais. En mai 1642, il fut capturé à son château de Dunluce par le général écossais Covenanter, Robert Monro, et emprisonné à Carrickfergus. S'en étant échappé, il rejoignit la reine à York. Plus tard, en mai 1643, s'étant rendu en Irlande pour négocier un cessez-le-feu entre les royalistes anglais et les rebelles irlandais, il fut de nouveau capturé avec ses papiers, et incarcéré encore à Carrickfergus, d'où il s'échappa de nouveau. Il se réfugia alors à Kilkenny, quartier général de la Confédération irlandaise.
Il retourna en décembre à Oxford avec l'intention de lever 10 000 Irlandais pour servir en Angleterre et 2000 pour se joindre au marquis de Montrose en Écosse. Grâce à l'influence de la duchesse de Buckingham, ce plan reçut l'aval du roi. Le 26 janvier 1644, Antrim fut créé marquis. Il retourna à Kilkenny en février, prêta le serment des Confédérés, et fut fait membre du Conseil Suprême et lieutenant général des troupes de la Confédération. Mais comme celle-ci ne soutint aucun de ses projets, il abandonna son mandat, et, avec l'aide d'Ormonde, il envoya en juin 1600 hommes sous le commandement de son parent, Alasdair MacColla, prêter main-forte à Montrose en Écosse, ce qui déclencha la guerre civile dans ce pays. Antrim retourna ensuite à Oxford, et il fut envoyé par le roi à Saint-Germain-en-Laye avec des lettres destinées à la reine.
De là, il gagna la Flandre, où il arma deux frégates avec du matériel militaire, qu'il envoya au prince de Galles à Falmouth. Il se rendit à Cork, puis rejoignit ses troupes en Écosse dans l'espoir d'expulser Argyll de Kintyre, mais il fut obligé de se retirer par ordre du roi. Retournant alors en Irlande, il se plongea dans les intrigues entre factions.
En 1647, il fut désigné avec deux autres personnes par la Confédération irlandaise pour aller en France négocier un traité avec le prince de Galles. Mais bien qu'il devançât ses compagnons d'une semaine, il ne réussit pas à obtenir le titre convoité de Lord-Lieutenant, qui fut confirmé à Ormonde. Il cessa alors de soutenir les Catholiques et la cause royale : il s'opposa au traité signé entre Ormonde et les confédérés, soutint le projet d'union entre O'Neill et le Parlement, et, en 1649, entra en relation avec Cromwell, à qui il rendit divers services durant sa conquête de l'Irlande. Mais aucun historien n'a confirmé la version de Thomas Carte, selon laquelle Antrim serait l'auteur d'un faux traité, pour que le comte d'Inchiquin trahît l'armée du roi. Par la suite, il se joignit à Ireton, et fut présent au siège de Carlow.
Il retourna en Angleterre en 1650, et en compensation de ses terres confisquées, il reçut une pension de 500 livres, portée plus tard à 800, ainsi que des terres dans le comté de Mayo. À la Restauration, Antrim fut exclu de l'amnistie (Act of Oblivion) à cause de sa religion. Lorsqu'il se présenta devant le tribunal, il fut accusé simultanément de participation à la rébellion irlandaise de 1641 et de collaboration avec Cromwell. Il fut emprisonné, avant d'être présenté aux juges en Irlande. En 1663, il réussit, en dépit de l'opposition d'Ormonde, à obtenir un arrêt d'innocence de la commission des réparations. Ceci provoqua un tollé de la part des intrigants qui avaient pris possession de ses terres, et qui entamèrent un nouveau procès. Mais Antrim fit appel au roi, et, grâce à l'influence de la reine-mère, il fut pardonné et ses terres lui furent restituées par les Irlandais selon l'Act of Settlement de 1622.
Antrim est décrit par Edward Hyde de Clarendon comme « un homme de belle apparence, mais extrêmement fier et vaniteux, et d'une intelligence étonnamment médiocre et étroite ». Il se maria en secondes noces avec Rose, fille cadette d'Henry O'Neill, mais il n'eut aucun enfant. Aussi lorsqu'il mourut à Ballymagarry, dans le Comté d'Antrim, le 3 février 1683, à l'âge de 73 ans, le marquisat expira avec lui, et le titre de comte passa à son frère Alexander d'Antrim. Il est enterré au Bonamargy Friary.